# سرویس وب آمازون لامبدا
سرویس وب آمازون لامبدا (به انگلیسی: AWS Lambda) یک پلتفرم محاسباتی بدون سرور رویدادمحور است که توسط آمازون به‌عنوان بخشی از سرویس‌های وب آمازون ارائه می‌شود. این پلتفرم برای کمک به توسعه‌دهندگان در اجرای کد بدون نیاز به تأمین یا مدیریت سرورها طراحی شده‌است. سرویس وب آمازون لامبدا کد را در پاسخ به رویدادها اجرا می‌کند و به‌طور خودکار منابع محاسباتی موردنیاز آن کد را مدیریت می‌کند. این پلتفرم در ۱۳ نوامبر ۲۰۱۴ معرفی شد.
زبان‌های برنامه‌نویسی نود جی‌اس، پایتون، جاوا، گو، روبی و سی شارپ (از طریق دات‌نت) از سال ۲۰۱۸ به‌طور رسمی پشتیبانی می‌شوند. در اواخر سال ۲۰۱۸، پشتیبانی از اجرای سفارشی به سرویس وب آمازون لامبدا اضافه شد.
سرویس وب آمازون لامبدا از اجرای کدهای اجرایی بومی لینوکس پشتیبانی می‌کند. این کار را با فراخوانی آن‌ها از یک محیط اجرایی پشتیبانی شده، مانند نود جی‌اس، انجام می‌دهد. به‌عنوان‌مثال، کد هسکل را می‌توان روی لامبدا اجرا کرد.
سرویس وب آمازون لامبدا برای کارهایی مانند بارگذاری تصاویر و فایل‌ها در آمازون S3 (سرویس ذخیره‌سازی ساده)، به‌روزرسانی جداول پایگاه داده دینامو دی‌بی، پاسخگویی به کلیک‌ها در وب‌سایت‌ها و واکنش به خوانش‌های سنسور از دستگاه‌های اینترنت اشیاء طراحی شده‌است. همچنین می‌توان از آن برای تهیه خودکار خدمات پشتیبان‌گیری استفاده کرد که توسط درخواست‌های پروتکل انتقال ابرمتن (HTTP) سفارشی ایجاد می‌شوند. این خدمات پشتیبان‌گیری زمانی که استفاده نمی‌شوند خاموش می‌شوند تا منابع ذخیره شوند. این درخواست‌های HTTP سفارشی در درگاه واسط برنامه‌نویسی کاربردی سرویس‌های وب آمازون پیکربندی می‌شوند که می‌تواند احراز هویت و کنترل دسترسی را مدیریت کند.
برخلاف آمازون EC2 که هزینه‌اش بر حسب ساعت تعیین می‌شود، اما بر حسب ثانیه محاسبه می‌شود، در سرویس وب آمازون لامبدا هزینه با گرد کردن به نزدیک‌ترین میلی‌ثانیه و بدون حداقل زمان اجرا محاسبه می‌شود.
توابع سرویس وب آمازون لامبدا اغلب در ارتباط با سرویس صف ساده آمازون (SQS) برای پردازش کارهای غیرهمزمان در معماری‌های توزیع‌شده استفاده می‌شوند.
در سال ۲۰۱۹، تیم سرویس وب آمازون لامبدا در همایش سالانه رایانش ابری خود (AWS re:Invent)، ویژگی «هم‌زمانی تضمین شده» را معرفی کرد. این ویژگی، توابع لامبدا را در حالت آماده‌باش نگه می‌دارد تا بتوانند در زمان کمتر از یک میلی‌ثانیه به درخواست‌ها پاسخ دهند.
تیم لامبدا این ویژگی را به‌عنوان «ایده‌آل برای پیاده‌سازی خدمات تعاملی، مانند بک‌اندهای وب و موبایل، میکرو سرویس‌های حساس به تأخیر یا واسط‌های برنامه‌نویسی کاربردی همزمان» توصیف کرد.

## ویژگی‌ها
هر نمونه سرویس وب آمازون لامبدا یک برنامه کاربردی کوچک است که در یک کانتینر اجرا می‌شود. این کانتینر بر اساس تصویر ماشین آمازون لینوکس است که یک توزیع لینوکس مبتنی بر رد هت انترپرایز لینوکس است. کانتینر با ۱۲۸ تا ۱۰۲۴۰ مگابایت حافظه و ۵۱۲ مگابایت تا ۱۰ گیگابایت فضای ذخیره‌سازی موقت در پوشه /tmp راه‌اندازی می‌شود. زمان اجرای هر نمونه نیز قابل تنظیم است و می‌تواند از ۱ تا ۹۰۰ ثانیه باشد. فضای ذخیره‌سازی موقت فقط تا زمانی که نمونه در حال اجرا است در دسترس است و پس از آن حذف می‌شود.
از دسامبر ۲۰۲۰، لامبدا می‌تواند کانتینرهای داکر را تا ۱۰ گیگابایت از طریق سرویس ثبت تصاویر کانتینر (ECR) پشتیبانی کند.